# Jet grouting

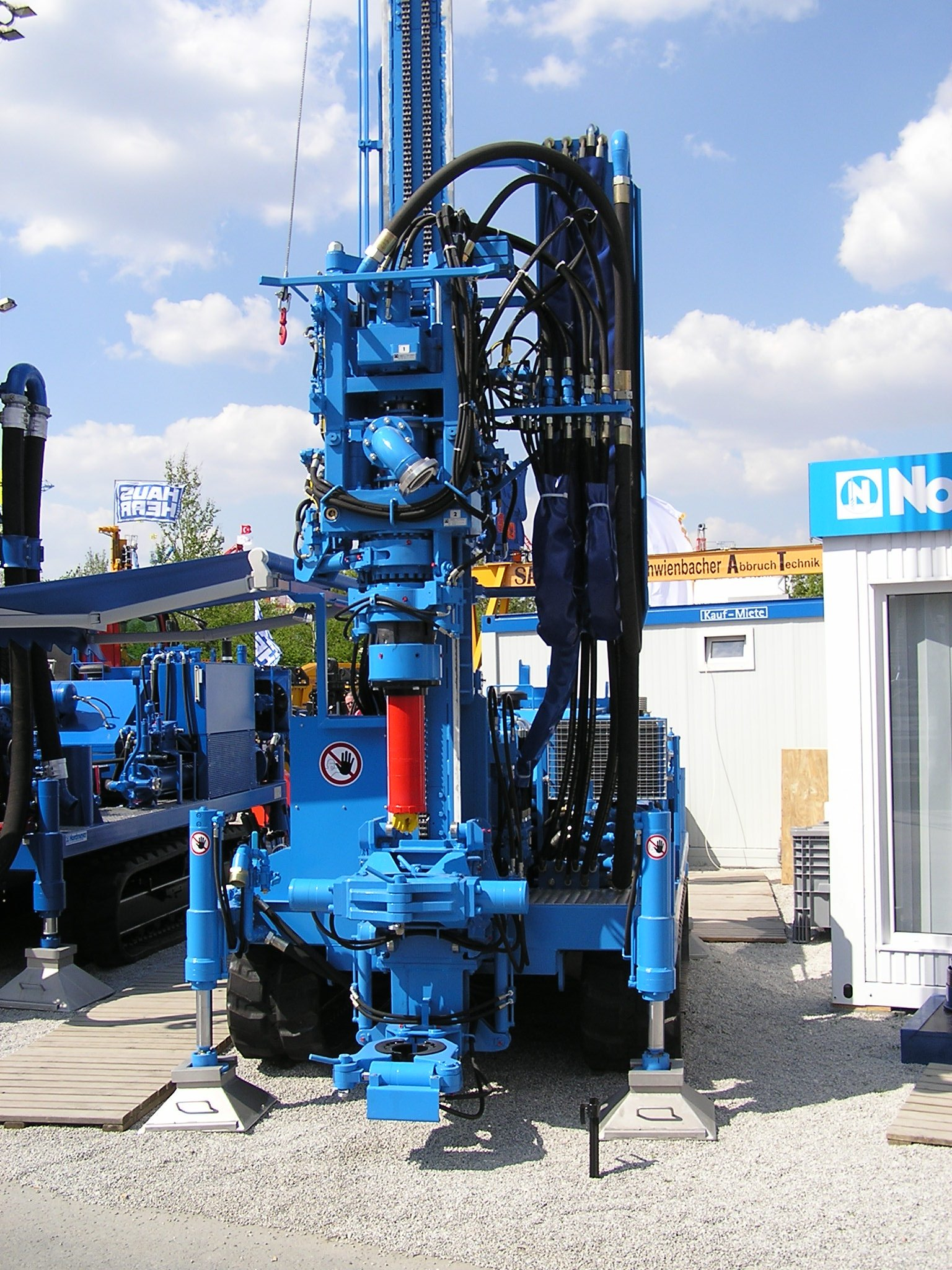
Macchina perforatrice per jet grouting

Con il termine di Jet grouting si definisce l'iniezione nel terreno di una miscela cementizia ad alta pressione (fino a 600 atmosfere) attraverso piccoli ugelli al fine di consolidare i terreni di fondazione o per la formazione di diaframmi.

## Tecniche
Le tecniche attuali consistono nel disgregare il terreno miscelandolo nel contempo con una sospensione cementizia, oppure nella rimozione della parte più fine mediante jetting di aria o acqua per ampliare la diffusione del trattamento con un effetto di parziale sostituzione.

Le fasi realizzative possono essere sommariamente così descritte:
- 1) perforazione del terreno con tubo centrale perforante sino alla quota desiderata. la perforazione avviene con circolazione di acqua oppure, qualora sia necessario sostenere le pareti del foro, di fango bentonitico o materiale analogo;
- 2) e 3) partendo dal basso verso l'alto estrazione del tubo con rotazione e contemporanea iniezione a pressione di una miscela cementizia; in detto modo il terreno si frantuma e si mescola con il prodotto iniettato. Si procede sino al raggiungimento della quota del piano campagna;
- 4) giunti in sommità si ripetono le operazioni per colonne attigue di jet grouting, avendo cura di eseguire delle sovrapposizioni e compenetrazioni tra le colonne (qualora previste) così da ottenere un unico corpo finale compatto.

Fasi realizzative del Jet grouting

Laddove sono previste colonne compenetrate si possono eseguire due modalità:
- sequenza a fresco (fresh in fresh): le colonne sono realizzate in successione senza attendere la presa della miscela cementizia negli elementi adiacenti e sovrapposti. La fase di perforazione deve essere molto accurata per evitare il dilavamento della malta delle colonne adiacenti precedentemente realizzate ;
- sequenza primaria - secondaria: la realizzazione di una colonna si realizza dopo aver atteso la presa delle colonne adiacenti.

Le colonne possono essere armate per aumentare la loro resistenza meccanica.
L'armatura può essere inserita nella colonna prima della presa della miscela o successivamente previa perforazione e successiva cementazione.

## Bonifica dei terreni di fondazione
In merito ai terreni di fondazione, il jet grouting viene utilizzato per la bonifica locale del terreno superficiale sotto le fondazioni nella sola zona d'appoggio.
Questa tecnologia risulta una valida alternativa quando, a causa delle scadenti caratteristiche dei terreni di fondazione, il numero dei pali da adottare diviene elevato o laddove ad esempio lo strato di terreno considerato idoneo risulta ad una profondità elevata.
In questo caso con il jet grouting si può realizzare una sottofondazione a colonne compenetranti che determinano un aumento locale della capacità portante del terreno.
La realizzazione della sottofondazione avviene mediante frantumazione del materiale presente con successivo mescolamento con composti cementizi.
Il miscuglio ottenuto, ampio quanto la successiva fondazione, determina un tappo rigido di appoggio con caratteristiche pressoché uniformi grazie al mescolamento.

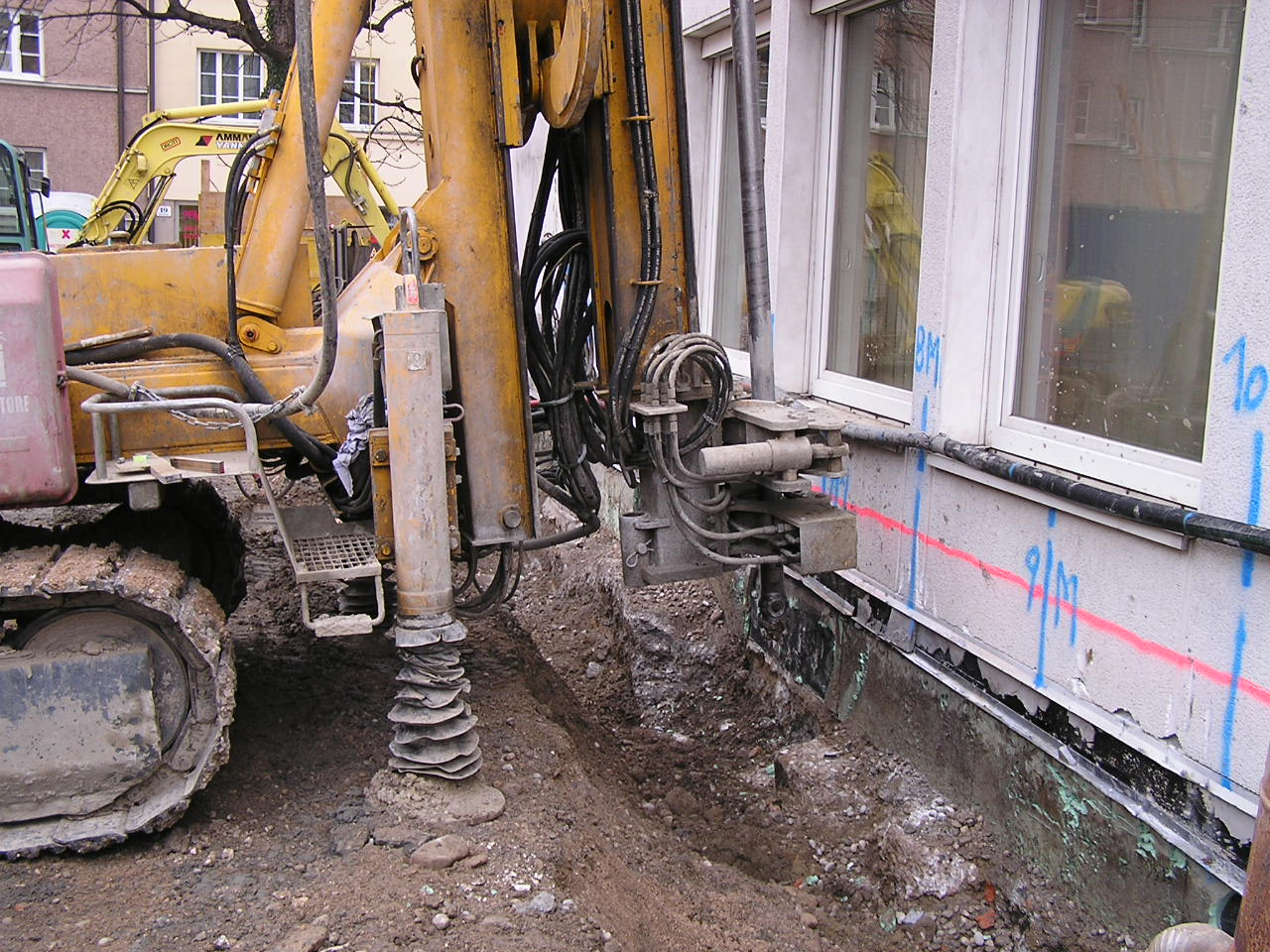
Esecuzione di un jet grouting

## Limiti applicativi
I macchinari da impiegare in cantiere sono generalmente ingombranti. Nel caso di una semplice perforazione e getto con aste mono-fluido (ossia, tramite l'iniezione di miscela cementizia senza l'apporto di altri fluidi come acqua, aria, o polimeri) il treno di cantiere è composto da:
- Silo contenente il materiale per la composizione della miscela
- Impianto di miscelazione (detto anche "mixer") per la creazione della miscela. Si tratta di solito di un sistema containerizzato.
- Impianto di pompaggio (anche "pompa jet") in grado di iniettare la miscela alla pressione di progetto. Anche la pompa, come l'impianto di miscelazione, è in genere containerizzato.
- Macchina perforatrice, che esegue la perforazione e la successiva risalita con iniezione. Le perforatrici sono macchine cingolate, quasi sempre non cabinate, la cui taglia può variare tra le 10 e le 30 tonnellate. In funzione anche dell'allestimento e, soprattutto, della profondità di progetto richiesta.

A queste attrezzature possono aggiungersene altre, a seconda dei casi, come ad esempio il compressore per l'aggiunta di aria in iniezione, oppure una pompa per l'aggiunta di polimeri.
Per questo, solitamente, il jet grouting risulta più facilmente applicabile in zone dove c'è disponibilità di spazio, come in aree di campagna o in zone molto ampie prive di ostacoli di cantiere.